# 赤潮

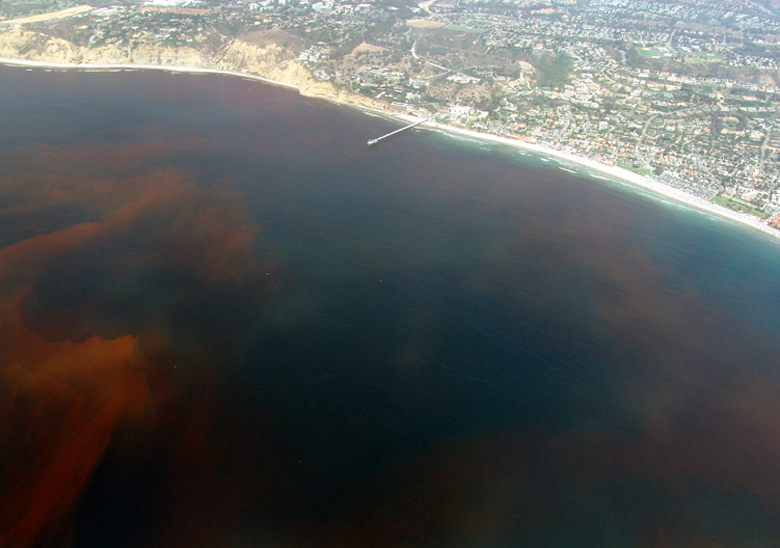
美國加州外海的赤潮

赤潮，又名紅潮，是一种水华现象。它是海洋灾害的一种，是指海洋水体中某些微小的浮游植物、原生動物或细菌，在一定的环境条件下突发性增殖和聚集，引发一定范围和一段时间内水体变色现象。赤潮是一个历史沿用名詞，并不一定都是红色，而是许多類似現象的统称；发生赤潮时，通常根据引发赤潮的生物的数量、种类而使得海洋水体呈红、黄、绿和褐色等。

## 成因
赤潮是一种自然现象，也有人为因素引起的，但不一定是一种有害生态现象。引起赤潮的原因主要有：
- 海域水体富营养化；有特殊物质作为诱发因素，已知的有维生素B1、B12、铁、锰和脱氧核糖核酸（DNA）；
- 大量工农业或養豬業工廠排放大量豬糞废水和生活污水排入海，特别是未经处理直接排入而导致近海、港湾富营养化程度日趋严重
- 海洋开发、水產業带来了海洋生态环境和养殖业自身污染问题
- 全球海运业发展导致外来有害赤潮种类的引入
- 气候变暖导致赤潮发生

## 生物類型
赤潮的生物類型頗為多樣，环境条件如水温、盐度等會决定赤潮的生物类型。引发赤潮的生物类型主要为藻类，目前已发现有63种浮游生物，硅藻有24种，甲藻32种、蓝藻3种、金藻1种、隐藻2种、原生动物1种。

## 危害
有害赤潮发生后，导致海洋食物链的局部中断；有些赤潮生物分泌毒素被海洋食物链中的某些生物摄入，会导致中毒甚至死亡。
- 這些赤潮破坏海洋生态结构；
- 這些赤潮生物的分泌物妨碍海洋鱼类、虾类、贝类的正常呼吸而导致窒息死亡；
- 含有毒素的赤潮生物被海洋生物摄食后能引起中毒死亡；人类食用含有毒素的海产品也会导致食物中毒；
- 這些赤潮生物死亡后尸骸的分解过程中要大量消耗海水中的溶解氧，造成缺氧环境，引起虾、贝类的大量死亡。

产生危害的主要方式是： 
- 赤潮发生时，海水中高密度的赤潮生物覆盖或粘附在海洋动物的呼吸器官上，造成海洋动物呼吸困难和窒息死亡；
- 大量赤潮生物的呼吸作用（尤其在夜间，无光合作用产生氧气）和死亡细胞分解过程中消耗海水中大量溶解氧，使水体严重缺氧，导致海洋生物死亡；
- 赤潮衰败过程中还会释放出大量有害气体（如硫化氫）和毒素，严重污染海洋环境，甚至导致海洋动物死亡；
- 有的赤潮种类，如杀鱼费氏藻（學名：Pfiesteria piscicida），不但会释放毒素毒害鱼类，而且会直接接触鱼体噬食鱼肉；
- 有些赤潮生物体内含有鱼毒或贝毒，虽然对摄食它们的鱼类或贝类无害，但会在摄食者体内累积，使取食这些鱼类或贝类的海洋捕食者和人类发生中毒。目前已知的赤潮生物毒素有麻痹性贝毒（PSP）、神经性贝毒（NSP）、泻痢性贝毒（DSP）、失忆症贝毒（ASP）和雪茄鱼毒（CFP）等。

## 另見
- 綠潮

## 文內注釋
1. ↑  . 科学出版社. 2010: 第十三章  海洋污染、生境破坏与全球气候变化.